# Кац, Фил
Филлип Уолтер Кац (англ. Phillip Walter Katz, 3 ноября 1962 года — 14 апреля 2000 года) — американский программист, один из создателей формата файлов для сжатия данных ZIP и автор PKZIP, программы для создания zip-файлов в DOS.

## PKARC и PKWARE
Фил Кац закончил Висконсинский университет в Милуоки. После выпуска он устроился программистом в компанию Allen-Bradley. В 1986 году Кац покинул Allen-Bradley и перешёл в Graysoft. В то время он работал над PKARC — альтернативой ARC Тома Хендерсона. ARC был написан на языке программирования Си и его исходный код был доступен на BBS System Enhancement Associates. PKARC был частично написан на языке ассемблера, за счёт чего был намного быстрее. Сначала Кац выпустил только PKXARC, бесплатную программу для распаковки. PXARC, за счёт своей высокой скорости, быстро распространилась по BBS. Это побудило его выпустить PKARC, условно-бесплатную программу для сжатия. В 1986 году Кац основал компанию PKWARE Inc. (Phil Katz Software), расположенную в городе Глендейл (Висконсин). Он оставался сотрудником Graysoft до 1987 года. В 1988 году к PKWARE присоединился Стив Берг, бывший программист Graysoft.

## Смерть
Кац продолжительное время страдал алкоголизмом. 14 апреля 2000 года Кац был найден мёртвым с пустой бутылкой шнапса в руке. Причиной смерти стал острый панкреатит, вызванный хроническим алкоголизмом.